# شایبه فلوکتسویگ‌باو

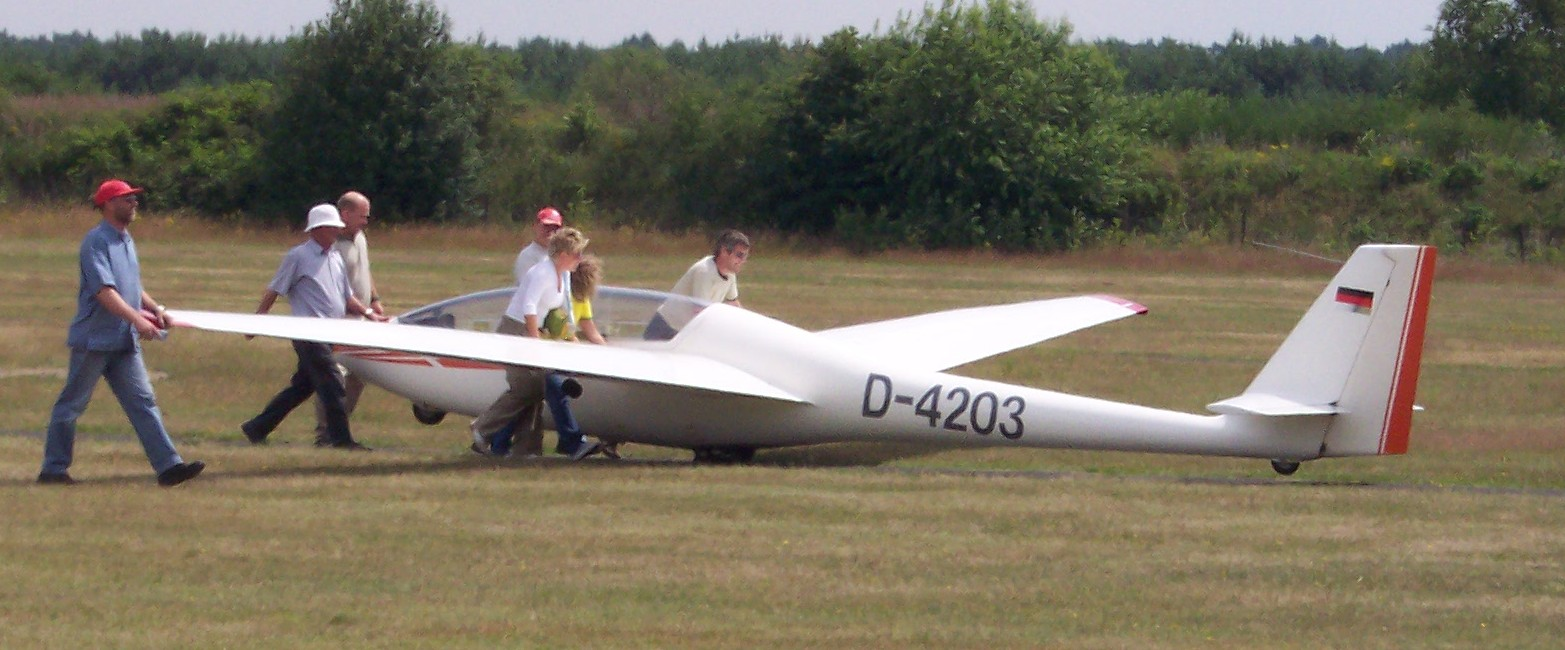
یکی از محصولات شرکت شایبه فلوکْتْسویگ‌باو

شایبه فلوکْتْسویگ‌باو (انگلیسی: Scheibe Flugzeugbau) به معنای کارخانه تولید هواگرد، یک تولیدکننده‌ی هواگرد از نوع بادپرهای بدون موتور و موتوردار در آلمان در نیمه دوم قرن بیستم بود. این شرکت در سال ۱۹۵۱ در فرودگاه مونیخ-ریم توسط اگون شایبه پایه‌گذاری شد و تا سال ۱۹۸۵ بیش از ۲۰۰۰ هواگرد تولید کرده بود.
اگون شایبه در سال ۱۹۹۷ درگذشت و فعالیت‌های شرکت نیز در سال ۲۰۰۶ متوقف شد.